# Presidenti della Provincia di Palermo
Elenco dei presidenti dell'amministrazione provinciale di Palermo.

## Regno d'Italia (1861–1946)

### Governatori (1860–1861)
- Giovanni Colonna Romano Filingeri, duca di Cesarò (giugno 1860 – 9 ottobre 1861)

## Repubblica Italiana (1946–2015)

### Delegati regionali (1947–1970)
| Presidente | Presidente | Presidente                                  | Partito              | Giunta          | Mandato          | Mandato          | Legislatura |
| Presidente | Presidente | Presidente                                  | Partito              | Giunta          | Inizio           | Fine             | Legislatura |
| ---------- | ---------- | ------------------------------------------- | -------------------- | --------------- | ---------------- | ---------------- | ----------- |
|            |            | Michele Reina                               | Democrazia Cristiana | DC-PSDI         | 10 gennaio 1962  | 6 luglio 1964    | I (1961)    |
|            |            | Francesco Urso                              | Democrazia Cristiana | DC-PRI-PSDI     | 7 luglio 1964    | 12 marzo 1965    | I (1961)    |
|            |            | Nino Riggio                                 | Democrazia Cristiana | DC-PSI-PSDI-PRI | 13 marzo 1965    | 8 ottobre 1967   | I (1961)    |
|            |            | Giovanni Celauro                            | Democrazia Cristiana | DC-PRI          | 9 ottobre 1967   | 10 dicembre 1969 | I (1961)    |
|            |            | Rosario Odierna (Commissario straordinario) | -                    |                 | 11 dicembre 1969 | 1º ottobre 1970  | I (1961)    |

### Presidenti della Provincia (1970–2013)

#### Eletti dal consiglio provinciale (1970–1994)
| Presidente                               | Presidente       | Presidente                                  | Partito                                  | Giunta               | Mandato           | Mandato           | Legislatura       |
| Presidente                               | Presidente       | Presidente                                  | Partito                                  | Giunta               | Inizio            | Fine              | Legislatura       |
| ---------------------------------------- | ---------------- | ------------------------------------------- | ---------------------------------------- | -------------------- | ----------------- | ----------------- | ----------------- |
|                                          |                  | Francesco Sturzo                            | Democrazia Cristiana                     | DC-PRI-PSDI          | 2 ottobre 1970    | 5 aprile 1971     | II (1970)         |
| DC-PSI-PRI-PSDI                          | 6 aprile 1971    | Francesco Sturzo                            | Democrazia Cristiana                     | 1 febbraio 1972      |                   |                   | II (1970)         |
|                                          |                  | Giovanni Celauro                            | Democrazia Cristiana                     | DC-PRI-PSDI          | 2 febbraio 1972   | 28 luglio 1975    | II (1970)         |
|                                          |                  | Ernesto Di Fresco                           | Democrazia Cristiana                     | DC-PRI-PSDI          | 29 luglio 1975    | 10 novembre 1976  | III (1975)        |
|                                          |                  | Gaspare Giganti                             | Democrazia Cristiana                     | DC-PSI-PSDI          | 11 novembre 1976  | 1 dicembre 1976   | III (1975)        |
| 7 dicembre 1976                          | 2 giugno 1977    | Gaspare Giganti                             | Democrazia Cristiana                     | DC-PSI-PSDI          |                   |                   | III (1975)        |
| 11 giugno 1977                           | 29 giugno 1978   | Gaspare Giganti                             | Democrazia Cristiana                     | DC-PSI-PSDI          |                   |                   | III (1975)        |
|                                          |                  | Nino Gristina                               | Democrazia Cristiana                     | DC                   | 30 giugno 1978    | 23 novembre 1978  | III (1975)        |
| DC-PSI-PSDI                              | 24 novembre 1978 | Nino Gristina                               | Democrazia Cristiana                     | 17 luglio 1980       |                   |                   | III (1975)        |
| DC-PRI-PSDI                              | 18 luglio 1980   | Nino Gristina                               | Democrazia Cristiana                     | 12 settembre 1980    | IV (1980)         |                   |                   |
| DC-PRI-PSDI                              |                  |                                             | Francesco Bombace                        | Democrazia Cristiana | IV (1980)         | 13 settembre 1980 | 15 aprile 1981    |
| DC-PRI-PSDI                              |                  |                                             | Ernesto Di Fresco                        | Democrazia Cristiana | IV (1980)         | 16 aprile 1981    | 24 novembre 1982  |
| DC-PRI-PSDI                              |                  |                                             | Marcantonio Bellomare (facente funzioni) | Democrazia Cristiana | IV (1980)         | 25 novembre 1982  | 8 marzo 1983      |
| DC-PRI-PSDI                              |                  |                                             | Francesco Candioto                       | Democrazia Cristiana | IV (1980)         | 8 marzo 1983      | 25 aprile 1983    |
|                                          |                  | Girolamo Di Benedetto                       | Democrazia Cristiana                     | DC-PSI-PRI-PSDI-PLI  | IV (1980)         | 26 aprile 1983    | 12 luglio 1985    |
| 13 luglio 1985                           | 4 maggio 1987    | Girolamo Di Benedetto                       | Democrazia Cristiana                     | DC-PSI-PRI-PSDI-PLI  | V (1985)          |                   |                   |
|                                          |                  | Salvatore Governanti (facente funzioni)     | Democrazia Cristiana                     | DC-PSI-PRI-PSDI-PLI  | V (1985)          | 5 maggio 1987     | 10 agosto 1987    |
|                                          |                  | Girolamo Di Benedetto                       | Democrazia Cristiana                     | DC-PSDI              | V (1985)          | 11 agosto 1987    | 27 luglio 1988    |
| DC-PCI-PSDI                              | 28 luglio 1988   | Girolamo Di Benedetto                       | Democrazia Cristiana                     | 14 marzo 1990        | V (1985)          |                   |                   |
|                                          |                  | Vincenzo Tarsia (Commissario straordinario) | -                                        | -                    | V (1985)          | 15 marzo 1990     | 11 settembre 1990 |
| Carlo Fanara (Commissario straordinario) |                  |                                             | -                                        | -                    | V (1985)          | 15 marzo 1990     | 11 settembre 1990 |
|                                          |                  | Francesco Caldaronello                      | Democrazia Cristiana                     | DC                   | 12 settembre 1990 | 5 febbraio 1991   | VI (1990)         |
| DC-PSI-PSDI                              | 6 febbraio 1991  | Francesco Caldaronello                      | Democrazia Cristiana                     | 8 luglio 1992        |                   |                   | VI (1990)         |
| DC-PSI-PSDI                              | 9 luglio 1992    | Francesco Caldaronello                      | Democrazia Cristiana                     | 27 maggio 1993       |                   |                   | VI (1990)         |
|                                          |                  | Paolo Borsellino                            | Democrazia Cristiana                     | DC-PSI               | 28 maggio 1993    | 7 febbraio 1994   | VI (1990)         |
|                                          |                  | Maria Grazia Ambrosini                      | Partito Popolare Italiano                | PPI-PSI              | 8 febbraio 1994   | 13 giugno 1994    | VI (1990)         |

#### Eletti direttamente dai cittadini (1994–2014)
| Presidente | Presidente     | Presidente                                  | Partito                            | Giunta           | Mandato        | Mandato          | Legislatura    |
| Presidente | Presidente     | Presidente                                  | Partito                            | Giunta           | Inizio         | Fine             | Legislatura    |
| ---------- | -------------- | ------------------------------------------- | ---------------------------------- | ---------------- | -------------- | ---------------- | -------------- |
|            |                | Francesco Musotto                           | Forza Italia                       | FI-AN-CCD-UdC    | 13 giugno 1994 | 15 dicembre 1995 | VII (1994)     |
|            |                | Pietro Puccio                               | Partito Democratico della Sinistra | L'Ulivo          | 1º luglio 1996 | 25 maggio 1998   | VII (1994)     |
|            |                | Francesco Musotto                           | Forza Italia                       | FI-AN-CCD        | 25 maggio 1998 | 28 maggio 2003   | VIII (1998)    |
| FI-AN-UdC  | 28 maggio 2003 | Francesco Musotto                           | Forza Italia                       | 12 febbraio 2008 | IX (2003)      |                  |                |
|            |                | Patrizia Monterosso (Commissario regionale) | -                                  |                  | IX (2003)      | 4 marzo 2008     | 15 giugno 2008 |
|            |                | Giovanni Avanti                             | Unione di Centro                   | PdL-UdC          | 17 giugno 2008 | 18 giugno 2013   | X (2008)       |
|            |                | Domenico Tucci (Commissario straordinario)  | -                                  |                  | 18 giugno 2013 | 31 ottobre 2014  | X (2008)       |

### Commissari straordinari regionali (2014–2015)
| Commissario | Commissario      | Mandato         | Mandato         |
| Commissario | Commissario      | Inizio          | Fine            |
| ----------- | ---------------- | --------------- | --------------- |
|             | Carmelo Messina  | 31 ottobre 2014 | 3 dicembre 2014 |
|             | Manlio Munafò    | 3 dicembre 2014 | 8 aprile 2015   |
|             | Carlo Turriciano | 8 aprile 2015   | 24 aprile 2015  |
|             | Manlio Munafò    | 24 aprile 2015  | 4 agosto 2015   |